# Inge Ejderstedt
Inge Ejderstedt (* 24. Dezember 1946 in Lenhovda) ist ein ehemaliger schwedischer Fußballspieler.

## Laufbahn
Ejderstedt begann seine Laufbahn bei Östers Växjö. 1968 wurde der Stürmer mit dem Verein schwedischer Meister. Zusammen mit Tommy Svensson verließ er den Verein 1970, um in Belgien Profi zu werden. Ejderstedt schloss sich RSC Anderlecht an. 1972 und 1974 wurde er belgischer Meister, 1972 und 1973 Pokalsieger. 1974 kehrte er nach Schweden zu Östers IF zurück. 1976 beendete er seine Karriere beim Verein aus Växjö. Insgesamt bestritt er 114 Spiele in der Allsvenskan und erzielte 39 Tore.
Ejderstedt spielte 23 mal für die schwedische Nationalmannschaft. Er nahm an den Weltmeisterschaften 1970 und 1974 teil.
| Personendaten    | Personendaten               |
| ---------------- | --------------------------- |
| NAME             | Ejderstedt, Inge            |
| KURZBESCHREIBUNG | schwedischer Fußballspieler |
| GEBURTSDATUM     | 24. Dezember 1946           |
| GEBURTSORT       | Lenhovda                    |